# Marek Krejčí
Marek Krejčí (Bratislava, 20 novembre 1980 – Maitenbeth, 26 maggio 2007) è stato un calciatore slovacco, di ruolo attaccante.
È morto il 26 maggio del 2007 a causa di un incidente stradale.

## Palmarès

### Club

#### Competizioni nazionali
- Campionato slovacco: 1

Inter Slofnavt Bratislava: 1999-2000
- Coppa di Slovacchia: 1

Inter Slofnavt Bratislava: 1999-2000